# Nova Era
Nova Era es un municipio brasileño del estado de Minas Gerais. Su población estimada en 2018 es de 17 607 habitantes, según el Instituto Brasileño de Geografía y Estadística (IBGE).

## Historia y toponimia
Los primeros habitantes portugueses llegaron entre 1703 y 1705, atraídos por la riqueza aurífera de las márgenes del río Piracicaba. Posteriormente, la minería fue acompañada por la actividad agropecuaria, el comercio y la artesanía. El topónimo Nova Era (en español «nueva era») no tiene explicación histórica, habiendo sido escogido por el entonces gobernador del Estado de Minas Gerais, Benedito Valadares.

## Clima
Según la clasificación climática de Köppen, el municipio se encuentra en el clima tropical con estación seca Aw.